# Rudeni (gmina Mihăești)
Rudeni – wieś w Rumunii, w okręgu Ardżesz, w gminie Mihăești. W 2011 roku liczyła 843 mieszkańców.